# Hunter (Ohio)
Hunter è un census-designated place (CDP) degli Stati Uniti d'America, situato nello stato dell'Ohio, nella contea di Warren.